# Lepeophtheirus oblitus
Lepeophtheirus oblitus är en kräftdjursart som beskrevs av Zbigniew Kabata 1973. Lepeophtheirus oblitus ingår i släktet Lepeophtheirus och familjen Caligidae. Inga underarter finns listade i Catalogue of Life.